# The National Enquirer
The National Enquirer (ou plus simplement l’Enquirer) est un hebdomadaire people américain, au format tabloïd, publié par American Media Inc (AMI). La publication a été fondée en 1926 sous le titre The New York Enquirer. Il est la propriété de David Pecker depuis 1999 (comme le reste du groupe AMI) ; sa ligne éditoriale est dès lors conservatrice, affichant un soutien indéfectible à Donald Trump (un ami de Pecker) lorsque celui-ci entre en politique.
Les reportages sur des sujets privés de l'hebdomadaire ont été plusieurs fois décisives dans la politique américaine, ayant amené nombre de candidats à retirer leur candidature. Ces mêmes reportages ou recherches de sujet ont été également à plusieurs reprises l'objet d'enquêtes de la part de la justice américaine - tant sur les moyens utilisés que la finalité visée.

## Ligne éditoriale
La revue, propriété de David Pecker depuis 1999, fait partie des médias conservateurs et favorables au président des États-Unis Donald Trump, dont Pecker est un vieil ami.
Par des enquêtes sur des scandales privés, l'Enquirer a parfois de l'influence dans le débat électoral. En 1986, le candidat à l'investiture démocrate Gary Hart se retire après que l'hebdomadaire ait révélé sa liaison extraconjugale. En décembre 2007, c'est John Edwards, lui aussi candidat à l'investiture démocrate, qui est la cible d'un article parlant de sa maîtresse alors enceinte. En 2016, centré sur un soutien sans faille au candidat Donald Trump, l’Enquirer multiplie les attaques contre ses adversaires, républicains comme démocrates.
En 2018, une édition spéciale, faisant la promotion du prince héritier saoudien Mohammed ben Salmane, est directement supervisée par les officiels saoudiens, Pecker demandant même au département de la Justice s'il devait enregistrer cette publication comme étrangère.

## Stabilité financière
Selon l'analyse du Monde, David Pecker aurait investi dans les tabloïds pour faire fortune, mais l'arrivée d'Internet divise par dix les tirages de ce type de publications. D'après un expert, « Ne pouvant pas vendre de la rentabilité, il s’est mis à vendre du pouvoir ».
La santé financière de la publication suit celle de son propriétaire : en faillite en 2010, Pecker a restructuré sa dette, puis l'a fait à nouveau en janvier 2020 après avoir cherché des financements auprès notamment du milliardaire saoudien Al-Walid Ben Talal. 

## Affaires judiciaires
Les manœuvres de l’Enquirer concernant l'obtention de certains témoignages pour des enquêtes people ont été plusieurs fois ciblées par la justice.
Courant 2016, l'hebdomadaire obtient le témoignage exclusif de Karen McDougal, mannequin ayant eu une liaison avec Donald Trump, pour 150 000 dollars. Alors que Trump est en pleine campagne électorale, le témoignage n'est pas publié - et l'affaire n'est connue que lorsque le Wall Street Journal dévoile l'affaire début 2018. L’Enquirer s'était assuré de cette exclusivité jusqu'à l'élection de Trump, mais n'en fait aucun article. L’Enquirer s'est assuré d'autres « exclusivités » sur des témoignages pouvant viser Trump, en accord avec l'avocat du candidat, Michael Cohen. À la suite des enquêtes sur ces mouvements financiers, assimilés à un financement occulte du candidat républicain, Cohen est condamné à trois ans de prison, tandis que Pecker obtient l'immunité en échange de sa complète collaboration.
Peu après l'annonce du divorce de Jeff et MacKenzie Bezos, l'hebdomadaire publie un dossier complet sur la relation entre le grand patron d'Amazon et son amante Lauren Sánchez. Bezos fait alors appel à des enquêteurs privés pour comprendre comment les journalistes ont eu accès à certains éléments de ce dossier, estimant que la publication a une motivation politique. Le rédacteur en chef de l’Enquirer lui adresse un courriel présentant le chantage suivant : soit Bezos reconnait publiquement que les publications de l’Enquirer n'ont aucune motivation politique, soit il peut s'attendre à des publications encore plus explicites ; il lui enjoint également de bloquer les enquêtes du Washington Post pour l'affaire Khashoggi (meurtre par les services secrets saoudiens d'un journaliste saoudien, collaborateur régulier du Post). Bezos, au lieu de céder, rend public le message.